# Bowlinghallen Viborg
Bowlinghallen Viborg er en bowlinghal beliggende i kælderen under Tinghallen på Tingvej 2 i Viborg. Bowlinghallen har 14 baner og et cafeteria. Den er hjemsted for flere klubber, men er også åben for privatpersoner.

## Historie

### Før 1969
Tidligere eksisterede der i Viborg en keglebane under Borger- og Håndværkerforeningens bygning på Domkirkepladsen. Denne bane forsvandt i 1947, da bygningen blev revet ned. I 1960’erne opstod der i Danmark øget interesse for bowling, der har visse paralleller til kegling, uden at det dog er samme sport. Som et resultat blev der startet flere bowlinghaller rundt om i Danmark, og i 1968 fremkom der i Viborg planer om at starte en bowlinghal sammen med den nye Tinghal på Tingvej.

### 1969-nu
I 1969 åbnede Tinghallen som musik-, kongres- og kulturhus. Ca. en måned senere, i marts 1969, åbnede bowlinghallen i kælderen under Tinghallen under navnet Royal Bowling. I begyndelsen var der otte baner, og der var gjort plads til at udvide til 14 baner. Bowlinghallen var den ottende bowlinghal i Danmark efter, at der siden 1962 var startet bowlinghaller i Storkøbenhavn, Aalborg, Frederikssund, Aarhus og Herning. I 1974 blev navnet ændret til Viborg Bowling Center og i 1982 til Bowlinghallen Viborg. Endelig i 1993 blev hallen udvidet til de oprindeligt planlagte 14 baner.
Samme år blev der startet yderligere en bowlinghal i Viborg, da Bowl ’n’ Fun åbnede på Gyldenrisvej. Senere flyttede Bowl ’n’ Fun til Tingvej og blev dermed genbo til Bowlinghallen Viborg. De to bowlinghallers koncept er dog forskelligt. Bowlinghallen Viborg er hjemsted for en række klubber og er åben for privatpersoner, imens Bowl ’n’ Fun udelukkende er målrettet privatpersoner.

## Klubber
De følgende klubber har hjemmebane i Bowlinghallen Viborg:
- BK Viborg
- Jum Jum 76
- ST Viborg
- Viborg Firmaidræt
- Klub 84, pensionistklub
- Ældre-Sagen